# Andilly-en-Bassigny
Andilly-en-Bassigny  là một xã thuộc tỉnh Haute-Marne trong vùng Grand Est đông bắc nước Pháp. Xã này nằm ở khu vực có độ cao trung bình 350 mét trên mực nước biển.